# Monorail van Naha
De monorail van Naha (Japans: 沖縄都市モノレール, Okinawa toshi monoreru) verbindt de luchthaven van Naha met het centrum van deze stad in het zuidwesten van Japan. Naha ligt in het zuidwesten van Okinawa en is de hoofdstad van de gelijknamige prefectuur. De stad heeft iets meer dan 300.000 inwoners. Het systeem staat ook wel bekend als monorail van Okinawa.

## Yui Rail
Voor het publiek werd een prijsvraag uitgeschreven om een bijnaam voor de monorail te verzinnen en een logo te ontwerpen. Als symbool werd gekozen voor een gestileerde smiley met een "m" eromheen. De monorail kreeg vanwege de winnende inzending van de prijsvraag als bijnaam Yui Rail. Yui is de lokale uitdrukking voor het wederzijdse helpen van buurtgenoten.
Op 10 augustus 2003 werd de lijn in gebruik genomen. Hij verloopt in oost-westelijke richting. De lijn is 12,8 kilometer lang en kent 15 stations. De hoogte van de baan is tussen de acht en twintig meter boven de grond. De Yui Rail-treinen, die door Hitachi gebouwd werden, slingeren over een bochtig parcours tussen de hoogbouw in het centrum door, richting het vliegveld.
De treinen kunnen tot 165 passagiers vervoeren en bestaan uit twee wagens. Eens per 7,5 tot 15 minuten vertrekt er een trein, in de spits stijgt deze frequentie enigszins, tot eens per 6,5 minuut.
De monorail van Naha heeft twee records vanwege de bijzondere ligging; Naha airport is het meest westelijke station van Japan en Akamine het zuidelijkste.

## Stations
| Stationsnaam       | Japanse stationsnaam (klik voor Japans artikel) | Cumulatieve afstand (in km) | Plaats        |
| ------------------ | ----------------------------------------------- | --------------------------- | ------------- |
| Naha kuko          | 那覇空港                                        | 0 km                        | Naha, Okinawa |
| Akamine            | 赤嶺                                            | 1,95 km                     | Naha, Okinawa |
| Oroku              | 小禄                                            | 2,71 km                     | Naha, Okinawa |
| Onoyama-koen       | 奥武山公園                                      | 3,68 km                     | Naha, Okinawa |
| Tsubogawa          | 壺川                                            | 4,52 km                     | Naha, Okinawa |
| Asahibashi         | 旭橋                                            | 5,33 km                     | Naha, Okinawa |
| Kencho-mae         | 県庁前                                          | 5,91 km                     | Naha, Okinawa |
| Miebashi           | 美栄橋                                          | 6,63 km                     | Naha, Okinawa |
| Makishi            | 牧志                                            | 7,61 km                     | Naha, Okinawa |
| Asato              | 安里                                            | 8,2 km                      | Naha, Okinawa |
| Omoromachi         | おもろまち                                      | 8,95 km                     | Naha, Okinawa |
| Furujima           | 古島                                            | 9,96 km                     | Naha, Okinawa |
| Shiritsu-byoin-mae | 市立病院前                                      | 10,88 km                    | Naha, Okinawa |
| Gibo               | 儀保                                            | 11,84 km                    | Naha, Okinawa |
| Shuri              | 首里                                            | 12,84 km                    | Naha, Okinawa |

## Galerij

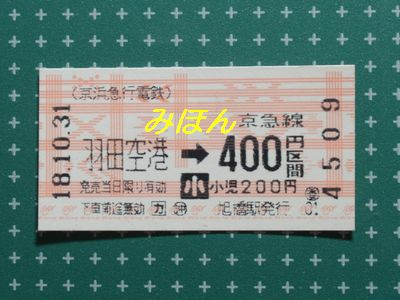
Een monorailkaartje Prijs: 400 Yen (najaar 2010). De prijzen zijn afhankelijk van de reisafstand.
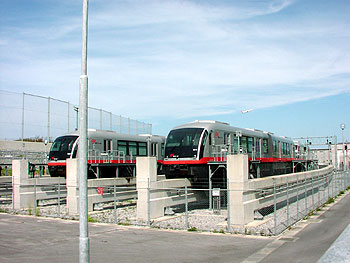
Opstelterrein van de monorails van Yui Rail
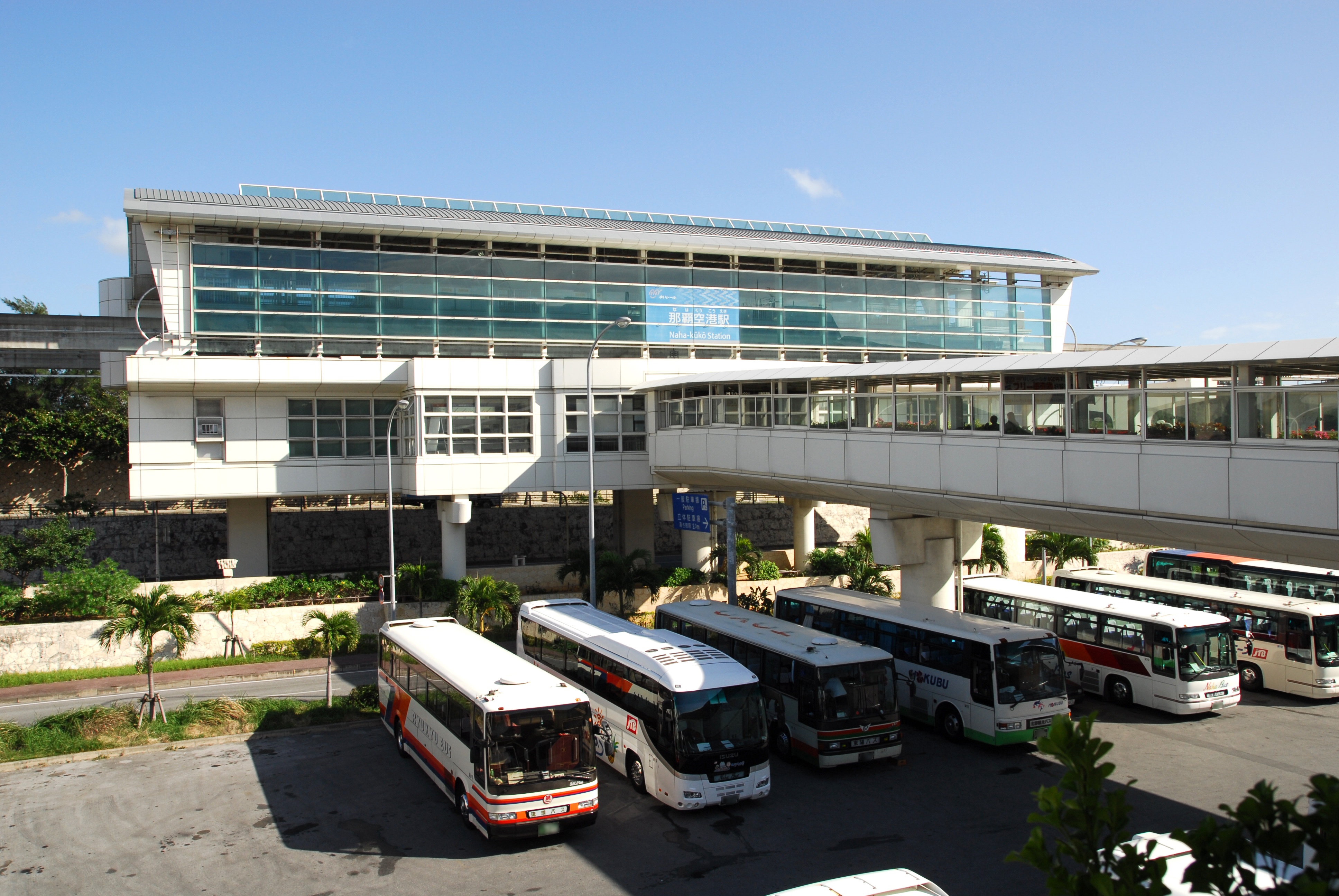
Monorailstation van de luchthaven van Naha
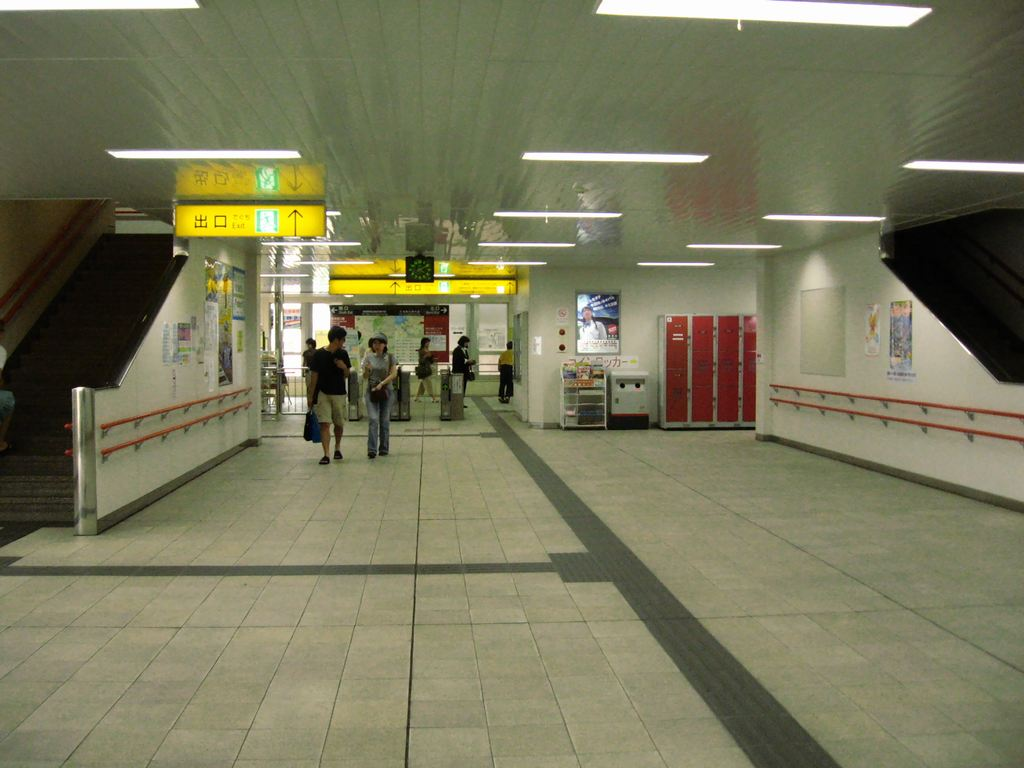
Hal van station Shurista